# ادوین اون
ادوین اون (انگلیسی: Edwin Ouon؛ زادهٔ ۲۶ ژانویهٔ ۱۹۸۱) بازیکن فوتبال اهل فرانسه است.
از باشگاه‌هایی که در آن بازی کرده‌است می‌توان به باشگاه فوتبال آپولون لیماسول، باشگاه فوتبال اوستنده، باشگاه ورزشی لیماسول، باشگاه فوتبال کالیاری، باشگاه فوتبال آریس لیماسول، باشگاه فوتبال رویال آنتورپ، و باشگاه فوتبال ستاره سرخ اشاره کرد.
وی همچنین در تیم ملی فوتبال رواندا بازی کرده‌است.